# Municipio de Gutschmidt
El municipio de Gutschmidt (en inglés: Gutschmidt Township) es un municipio ubicado en el condado de Logan en el estado estadounidense de Dakota del Norte. En el año 2010 tenía una población de 28 habitantes y una densidad poblacional de 0,3 personas por km².

## Geografía
El municipio de Gutschmidt se encuentra ubicado en las coordenadas 46°30′28″N 99°6′25″O / 46.50778, -99.10694. Según la Oficina del Censo de los Estados Unidos, el municipio tiene una superficie total de 94.42 km², de la cual 93,22 km² corresponden a tierra firme y (1,27 %) 1,2 km² es agua.

## Demografía
Según el censo de 2010, había 28 personas residiendo en el municipio de Gutschmidt. La densidad de población era de 0,3 hab./km². De los 28 habitantes, el municipio de Gutschmidt estaba compuesto por el 100 % blancos. Del total de la población el 0 % eran hispanos o latinos de cualquier raza.